# UTI Grup
UTI Grup este un holding din România înființat în anul 2000, ca și companie umbrelă pentru o serie de firme, prima dintre ele fiind înființată în anul 1990 - firma Infocon.
Pachetul majoritar de acțiuni este deținut de omul de afaceri Tiberiu Urdăreanu cu 60%, ceilalți acționari fiind compania americană de asigurări AIG cu 25%, restul de 15% fiind deținut de 105 angajați din poziții cheie.
Grupul UTI și-a început activitatea în 1990, când a fost înființată societatea Infocon SRL, specializată în grafica pe computer, procesare de imagini, subansamble și accesorii pentru computere, plus produse de birotică.
În 1992 a fost înființată firma UTI Trading, care avea ca obiect de activitate importul și distribuția de sisteme de alarmă.
În 1994 a luat ființă UTI System SA care activează în sectorul sistemelor integrate de securitate și care era în anul 2009 cea mai mare companie din grup.
Grupul deține companiile: UTI Systems, FIREX ENGINEERING, UTI INSTAL CONSTRUCT, UTI RETAIL SOLUTIONS, UTI FACILITY MANAGEMENT, Cobra Security, SORRAL INTERNATIONAL, UTI INTERNATIONAL, CERTSIGN, UTI RASSCO TRAFFIC, UTI COMMUNICATIONS SYSTEMS.
Domeniile de activitate ale diviziilor sunt:
- UTI Systems este un Integrator de sisteme care furnizează soluții complete pentru sisteme de securitate[7].
- UTI Instal Construct este specializată în construcția și instalarea de sisteme electrice[7].
- UTI Retail Solutions este o companie specializată în furnizarea de echipamente și solutii pentru securitatea spațiilor comerciale și a fondului de marfă[7].
- Cobra Security furnizează servicii specifice de securitate pentru bunuri și persoane, fiind specializată în pază și protecție, protecție antiteroristă, monitorizare și intervenție, pază și transport de valori, patrulare[7].

Număr de angajați:
- 2009: între 4.000 și 5.000, dintre care aproximativ 3.000 doar la firma Cobra[7].
- 2003: 2.000[8]
- 1996: 200[8]

Cifra de afaceri:
- 2010: 146 milioane euro[9]
- 2009: 126 milioane euro[10]
- 2008: 150 milioane euro[11]
- 2007: 97 milioane euro[11].
- 2002: 35 milioane dolari[8]

## Acuzații de corupție
În iunie 2014, directorul de dezvoltare al UTI Grup, Gabriel Radu Davidescu, a fost pus sub acuzare de dare de mită, în cadrul unui dosar de trimitere în judecată a președintelui Consiliului Județean Cluj, Horea Uioreanu; acesta din urmă ar fi solicitat UTI Grup suma de 20.000 euro pentru concesionarea serviciilor de parcare din cadrul Aeroportului Internațional din Cluj. Într-un comunicat de presă pe această temă, compania a descris situația ca o "neînțelegere". 
În decembrie 2015, președintele și vicepreședintele UTI Grup, Tiberiu Urdăreanu și Mihail Tănăsescu, au fost acuzați de procurorii Direcției Naționale Anticorupție (DNA) de dare de mită, respectiv de complicitate la dare de mită, într-un dosar penal care îl implică și pe fostul primar al orașului Iași, Gheorghe Nichita. Acesta din urmă ar fi solicitat și ar fi primit din partea reprezentanților UTI Grup un procent de 10% din valoarea unui proiect de fluidizare a traficului din Iași, proiect finanțat din fonduri europene, în valoare totală de 69.614.309 lei (fără TVA). 